# Pyhäjärvi (Tampere)
Pour les articles homonymes, voir Pyhäjärvi.
Le Pyhäjärvi, toponyme finnois signifiant littéralement en français « Lac sacré », est un lac finlandais situé dans la région de Pirkanmaa de la province de Finlande-Occidentale.

## Géographie
Les lacs Pyhäjärvi et Näsi sont reliés entre eux par la rivière Tammerkoski le long de laquelle s'est développée la ville Tampere depuis 1775. 
Le lac, en forme de « C », est bordé au nord par Tampere et Nokia et au sud par Lempäälä.
Le Pyhäjärvi est alimenté par la rivière Tammerkoski qui traverse le centre de Tampere et de ce fait, il est plus chaud, plus riche en ozone et plus pollué que le lac Näsi situé au nord.

## Tourisme
Des croisières jusqu'à Hämeenlinna sont organisées à partir de Laukontori au port de Tampere. 
L'île de Viikinsaari, située à quelques minutes de bateau depuis Laukontori, possède des plages, des jeux, un restaurant et des possibilités de balade.

### Source
- (fi) Ministère finlandais de l'environnement - Classement des 94 lacs finlandais de plus de 40 km2